# インターウィキ
インターウィキ (InterWiki) は、インターネット上に点在する多くの「ウィキ」(Wiki) サイトで用いられる、文書同士の相互の関連付け（リンク）を容易にする手法。
利用者に別のウィキページへの完全なURLの入力または貼り付けを要求する代わりとして、簡略な表記法を使用する。

## 概要
基本的にウィキへのリンクとして利用できるが、ウィキ以外のシステムにリンクすることもできる。利点としては、わざわざ文書を転載、引用することなく参照できる点である。